# Moratorium Hoovera
Moratorium Hoovera (ang. Hoover Moratorium) – oświadczenie wydane przez prezydenta Stanów Zjednoczonych Herberta Hoovera w dniu 20 czerwca 1931 r. dotyczące załamania się systemu bankowego w Europie Środkowej, które było między innymi powodem światowego kryzysu gospodarczego. W oświadczeniu tym prezydent proponował roczne moratorium na spłatę niemieckich reparacji wojennych dla Francji i jej sojuszników w I wojnie światowej, którzy byli zadłużeni w stosunku do USA. Pomysł ten zyskał poparcie piętnastu krajów, jednak Kongres Stanów Zjednoczonych zaaprobował go dopiero 6 lipca.
Program ten nie zapobiegł krachowi ekonomicznemu w Europie. Gospodarka Niemiec załamała się, Wielka Brytania była zmuszona do odejścia od standardu złota dla swej waluty. Stany Zjednoczone poszły śladem Wielkiej Brytanii w roku 1933 wprowadzając plan Franklina D. Roosevelta, tak zwany Nowy Ład (ang. New Deal), we Francji również doszło do krachu gospodarczego. Wielki kryzys w praktyce dotyczył wszystkich krajów na świecie z wyjątkiem ZSRR (niezintegrowanego wówczas z gospodarką światową).